# Gaudet Mater Ecclesia

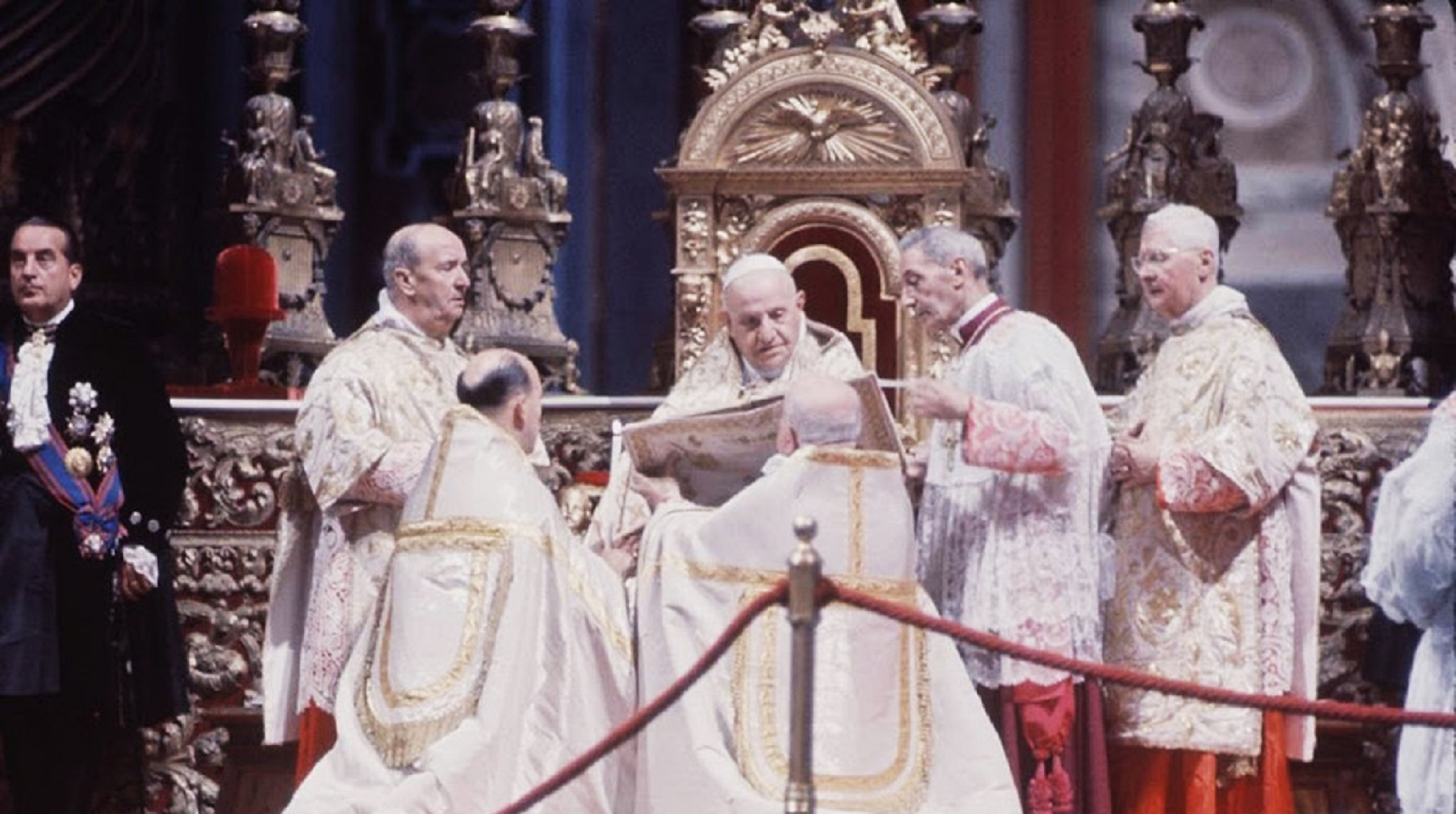
Paus Johannes XXIII gefotografeerd tijdens de openingsmis van het Tweede Vaticaans Concilie

Gaudet Mater Ecclesia (Latijn voor De moederkerk jubelt) is de toespraak waarmee paus Johannes XXIII op 11 oktober 1962 het Tweede Vaticaans Concilie opende.
De Moederkerk jubelt omdat door de bijzondere gunst van de Goddelijke Voorzienigheid thans de vurig verbeide dag is aangebroken, waarop onder de bescherming van de Maagd, Moeder van God, wier moederlijke waardigheid vandaag feestelijk wordt gevierd, hier bij het graf van Sint Petrus het Tweede Vaticaans Oecumenisch Concilie plechtig wordt geopend.
Zo begon paus Johannes zijn toespraak, waarin hij de bedoelingen van het Concilie nader uiteenzette. Na een historische terugblik op de voorgaande twintig oecumenische concilies, spreekt de paus de hoop en de verwachting uit dat dit Tweede Vaticaanse concilie de Kerk rijker zal maken in geestelijke goederen, en hieruit nieuwe krachten zal putten om de toekomst onverschrokken tegemoet te kunnen zien. Hierna formuleert de paus het belangrijkste doel van het Concilie: het verdedigen en versterken van de geloofswaarheid. Het gaat echter hierbij niet alleen om het bewaren van het geloof, als een oude, kostbare schat, maar ook - en vooral - dat het geloof wordt verbreid, op een manier die past bij de tegenwoordige tijd. Ook het bestrijden van dwalingen, wordt door de paus gezien als een doel van dit concilie, maar niet - zoals vroeger gebruikelijk was - door het in gestrengheid veroordelen ervan, maar door gebruik te maken van het geneesmiddel der barmhartigheid.
Maar het voornaamste doel van dit alles, is volgens de paus het bevorderen van de eenheid onder de christenen en alle mensen.
De paus besluit zijn toespraak met een optimistisch beeld:
Het Concilie, dat nu begint, ontstaat in de Kerk als een dag, schitterend stralend van licht. Het is nog slechts de dageraad, en reeds worden wij zo heerlijk gekoesterd door de eerste stralen van de opkomende zon! Alles hier ademt heiligheid, alles stemt tot blijdschap. Kijken wij maar naar de sterren, die met hun gloed de verhevenheid van dit heiligdom vermeerderen: deze sterren zijt gij, volgens de getuigenis van de Apostel Johannes; en door u zien Wij als het ware bij het graf van de Prins der Apostelen de gouden luchters stralen, namelijk de u toevertrouwde Kerken. Met u zien Wij de waardigheidsbekleders, die uit de vijf continenten naar Rome zijn gekomen, de persoonlijke afgezanten van hun, Naties en die hier met grote eerbied en hartelijke verwachting aanwezig zijn.